# العلاقات الكندية النيوزيلندية
العلاقات الكندية النيوزيلندية هي العلاقات الثنائية التي تجمع بين كندا ونيوزيلندا.

## مقارنة بين البلدين
هذه مقارنة عامة ومرجعية للدولتين:
| وجه المقارنة                                              | كندا                     | نيوزيلندا                                              |
| --------------------------------------------------------- | ------------------------ | ------------------------------------------------------ |
| المساحة (كم2)                                             | 9.98 مليون               | 268.02 ألف                                             |
| عدد السكان (نسمة)                                         | 35.70 مليون              | 4.24 مليون                                             |
| الكثافة السكانية (ن./كم²)                                 | 3.58                     | 15.82                                                  |
| العاصمة                                                   | أوتاوا                   | ويلينغتون، أوكلاند                                     |
| اللغة الرسمية                                             | لغة إنجليزية، لغة فرنسية | لغة إنجليزية، اللغة الماورية، لغة الإشارة النيوزيلندية |
| العملة                                                    | دولار كندي               | دولار نيوزيلندي، الجنيه النيوزيلندي                    |
| الناتج المحلي الإجمالي (بليون دولار)                      | 1.65 تريليون             | 205.85 مليار                                           |
| الناتج المحلي الإجمالي (تعادل القوة الشرائية) بليون دولار | 1.59 تريليون             |                                                        |
| الناتج المحلي الإجمالي الاسمي للفرد دولار أمريكي          | 43.25 ألف                |                                                        |
| الناتج المحلي الإجمالي للفرد دولار أمريكي                 | 45.07 ألف                |                                                        |
| مؤشر التنمية البشرية                                      | 0.913                    | 0.914                                                  |
| رمز المكالمات الدولي                                      | +1                       | +64                                                    |
| رمز الإنترنت                                              | .ca                      | .nz                                                    |
| المنطقة الزمنية                                           |                          | ت ع م+13:00، ت ع م+12:00                               |

## مدن متوأمة
في ما يلي قائمة باتفاقيات التوأمة بين مدن كندية ونيوزيلندية:
- ترتبط فيكتوريا مع نيبيار باتفاقية توأمة.

## منظمات دولية مشتركة
يشترك البلدان في عضوية مجموعة من المنظمات الدولية، منها:
| علم المنظمة | اسم المنظمة                                      | تاريخ انضمام كندا | تاريخ انضمام نيوزيلندا |
| ----------- | ------------------------------------------------ | ----------------- | ---------------------- |
|             | منتدى آسيان الإقليمي ‏                            | ?                 | ?                      |
|             | مجموعة أستراليا                                  | 1985              | 1985                   |
|             | منظمة التعاون الاقتصادي والتنمية                 | ?                 | ?                      |
|             | مجموعة الموردين النوويين                         | ?                 | ?                      |
|             | نظام تحكم تكنولوجيا القذائف                      | 1987              | 1991                   |
|             | المنظمة الهيدروغرافية الدولية                    | ?                 | ?                      |
|             | مؤسسة التنمية الدولية                            | 24 سبتمبر 1960    | 1 أكتوبر 1974          |
|             | يونسكو                                           | 4 نوفمبر 1946     | 4 نوفمبر 1946          |
|             | الوكالة الدولية للطاقة                           | ?                 | ?                      |
|             | بنك التنمية الآسيوي                              | 1966              | 1966                   |
|             | Combined Communications-Electronics Board ‏       | ?                 | ?                      |
|             | منظمة الشرطة الجنائية الدولية                    | ?                 | ?                      |
|             | مؤسسة التمويل الدولية                            | 20 يوليو 1956     | 31 أغسطس 1961          |
|             | Five Eyes Air Force Interoperability Council ‏    | ?                 | ?                      |
|             | منظمة التجارة العالمية                           | ?                 | ?                      |
|             | الاتحاد الدولي للاتصالات                         | 1 يوليو 1908      | 3 يونيو 1878           |
|             | دول الكومنولث                                    | ?                 | ?                      |
|             | منتدى التعاون الاقتصادي لدول آسيا والمحيط الهادئ | 6 نوفمبر 1989     | 6 نوفمبر 1989          |
|             | ABCANZ Armies ‏                                   | ?                 | ?                      |
|             | المركز الدولي لتسوية المنازعات الاستشارية        | 1 ديسمبر 2013     | 2 مايو 1980            |
|             | منظمة حظر الأسلحة الكيميائية                     | ?                 | ?                      |
|             | الأمم المتحدة                                    | 9 نوفمبر 1945     | 24 أكتوبر 1945         |
|             | وكالة ضمان الاستثمار متعدد الأطراف               | 12 أبريل 1988     | 22 أبريل 2008          |
|             | البنك الدولي للإنشاء والتعمير                    | 27 ديسمبر 1945    | 31 أغسطس 1961          |
|             | الاتحاد البريدي العالمي                          | ?                 | ?                      |
|             | برنامج التعاون التقني ‏                           | ?                 | ?                      |
|             | الفريق المعني برصد الأرض                         | ?                 | ?                      |
|             | AUSCANNZUKUS ‏                                    | ?                 | ?                      |

## معرض صور

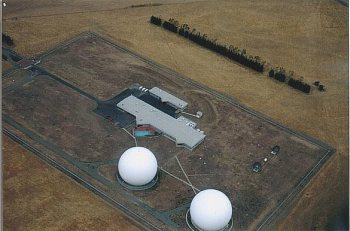
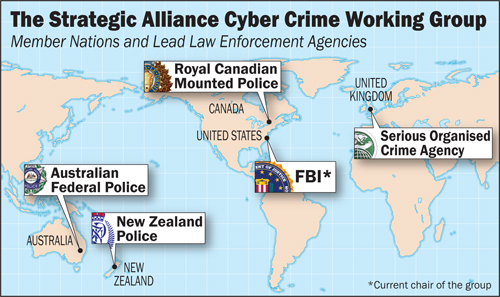
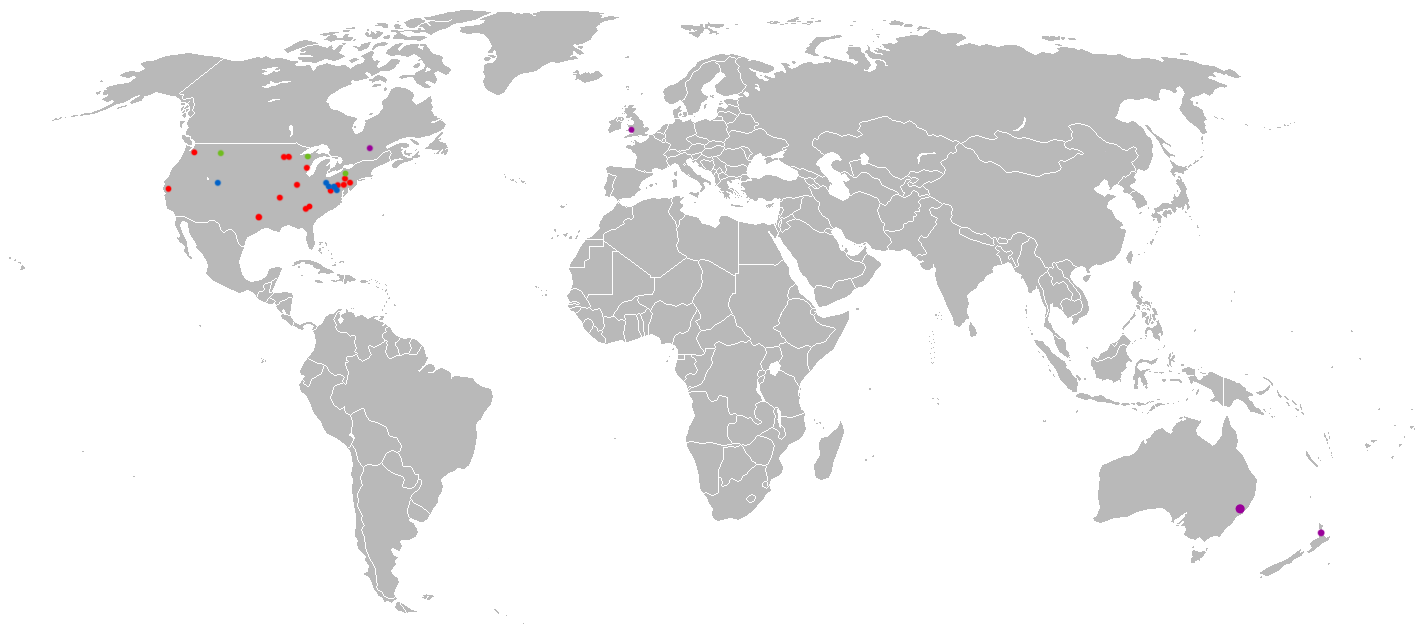

## وصلات خارجية
- موقع وزارة الخارجية الكندية
- موقع وزارة الخارجية النيوزيلندية